# 八目山蛭
八目山蛭（学名：Erpobdella octoculata）为石蛭科石蛭属的动物。分布于欧亚大陆的旧北区以及中国大陆的黑龙江、吉林、辽宁、内蒙古、宁夏、新疆、河北、山西、山东、江苏、湖北、湖南、广西等地，常见于流水中生活、多出现在河川、湖泊与池塘的浪击带以及通常附着在石块下。该物种的模式产地在欧洲。